# A Design for Life
A Design for Life is een single van de Welshe alternatieve rockband Manic Street Preachers. Het nummer komt van het album Everything Must Go uit 1996 en is de eerste single na het verdwijnen van bandlid Richey Edwards. Het behaalde de tweede plaats in de UK Singles Chart

## Tekst
De tekst is geschreven door Nicky Wire en behandelt het leven van de onderklasse. De compositie staat in contrast tot het minimalistische geluid van The Holy Bible door het gebruik van strijkinstrumenten.

## Tracks

### CD1
1. "A Design for Life" - 4:19
2. "Mr Carbohydrate" - 4:13
3. "Dead Passive" - 3:19
4. "Dead Trees and Traffic Islands" - 3:43

### CD2
1. "A Design for Life"
2. "A Design for Life" (Stealth Sonic Orchestra Version)
3. "A Design for Life" (Stealth Sonic Orchestra Instrumental)
4. "Faster" (Chemical Brothers Vocal Mix)

### MC
1. "A Design for Life"
2. "Bright Eyes" (live) (Mike Batt)